# Историографија холокауста у Југославији (књига)
Историографија холокауста у Југославији је научно дјело у којем је обрађена историја историографије холокауста у Југославији. Књига је 2014. године преведена на енглески језик и објављена под насловом Historiography of the Holocaust in Yugoslavia.

## О аутору
Јован (Ћулибрк) је рођен 1965. године у Зеници. Јужнословенске језике и књижевности студирао је у Бањој Луци и Загребу гдје дипломирао на Катедри за стилистику 1991. године. Завршио је и студије теологије у Фочи (Србиње). Постдипломске студије из јеврејске културе похађао је у Спомен установи Јад Вашем и Јеврејском универзитету у Јерусалиму. Тренутно је епископ Пакрачко-славонски.

## О књизи
Историографија холокауста представља научно дјело у којем је по први пут на српском говорном подручју тема холокауста третирана као прворазредни друштвени феномен, а тек затим као истраживачка тема. Историографија холокауста је посматрана у кроз однос између холокауста као историјске реалности, знања о холокаусти и југословенске перцепције холокауста. Дјело је састављено из три цјелине. У првој цјелини аутор се бавио критеријумима истраживања холокауста, контекстуализациом и политичким перцепција. Други, уједно и главни одјељак представља само излагање о историографији холокауста која је периодизована према периодима у којима је доминирала одређена специфична друштвена клима у самој југословенској држави (1918-1941, 1941-1945, 1945-1948, 1948-1980, 1980-1991). Трећи, закључни одјељак доноси, кроз рекапитулацију изложеног садржаја доноси закључак према којем је југословенска историографија холокауста нестала управо у периоду када је растерећена идеолошког баласта улазила у фазу зрелости у којој је могла дати најзначајније резултате. Основном тексту књиге, у виду прилога додана су и три ауторова приказа књига: Иво Голдштајн и Славко Голдштајн, Холокауст у Загребу; Мухарем Кресо, Нацистичко коначно рјешење јеврејског питања у окупираним земљама Западног Балкана; Јирген Граф, Мит о Холокаусту.